# Don't Stop (Annie)
Don't Stop è il secondo album in studio della cantante norvegese Annie, pubblicato nel 2009.

## Tracce
1. Hey Annie – 4:08
2. My Love Is Better – 3:19
3. Bad Times – 3:57
4. Don't Stop – 4:10
5. I Don't Like Your Band – 3:25
6. Songs Remind Me of You – 4:06
7. Marie Cherie – 5:15
8. Take You Home – 4:26
9. The Breakfast Song – 3:10
10. Loco – 3:13
11. When the Night – 3:31
12. Heaven and Hell – 3:23